# Calceolaria gaultherioides
Calceolaria gaultherioides är en toffelblomsväxtart som beskrevs av U. Molau. Calceolaria gaultherioides ingår i släktet toffelblommor, och familjen toffelblomsväxter. Inga underarter finns listade i Catalogue of Life.